# Extended Boot Record

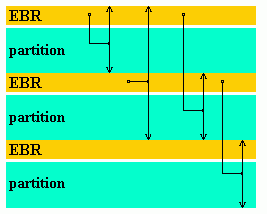
Esquema del principio de EBR

El Extended Boot Record (EBR) o extended partition boot record (EPBR) es un descriptor para una partición lógica bajo el sistema común de particionamiento de unidades de disco DOS. En ese sistema, cuando una (y sólo una) entrada de registro de partición en el registro de arranque maestro (MBR) se designa como partición extendida, entonces esa partición puede subdividirse en un número de particiones lógicas. La estructura real de esa partición extendida está descrita por uno o más EBR, que están localizados dentro de la partición extendida. El primer (y a veces único) EBR siempre estará localizado en el primer sector de la partición extendida.
A diferencia de las particiones primarias, que están todas descritas por una única tabla de particiones dentro del MBR, y por lo tanto limitadas en número, cada EBR precede a la partición lógica que describe. Si otra partición lógica le sigue, entonces el primer EBR contendrá una entrada apuntando al siguiente EBR; por lo tanto, múltiples EBR forman una Lista enlazada Esto significa que el número de unidades lógicas que se pueden formar dentro de una partición extendida está limitado sólo por la cantidad de espacio disponible en disco en la partición extendida dada.
Mientras que en las versiones de Windows hasta XP las particiones lógicas dentro de la partición extendida se alineaban siguiendo convenciones llamadas "geometría de unidad" o "CHS", desde Windows Vista se alinean a un límite de 1-MiB. Debido a esta diferencia en la alineación, el Administrador de discos lógicos de XP (Administración de discos) puede eliminar estas particiones extendidas sin previo aviso.
Los EBR tienen esencialmente la misma estructura que el MBR; excepto que solo se usan las primeras dos entradas de la tabla de particiones, pese a tener cuatro. La firma de arranque (0xAA55) al final del sector es obligatoria, mientras que en MBR puede ser opcional. 
Los EBR están encadenados. Si la segunda entrada de la tabla de particiones es no nula, apunta al próximo EBR.